# ویلیام سی. فاستر
ویلیام سی. فاستر (انگلیسی: William C. Foster؛ ‏ ۲۸ دسامبر ۱۸۸۰ – ۱۸ ژانویهٔ ۱۹۲۳) فیلم‌بردار اهل ایالات متحده آمریکا بود.

## فیلم‌شناسی
- بازرس فروشگاه (۱۹۱۶)
- آتش‌نشان (۱۹۱۶) (با نام W.C. Foster)
- خانه‌به‌دوش (۱۹۱۶)
- داستان دو شهر (۱۹۱۷) (با نام Billy Foster)
- بینوایان (۱۹۱۷)